# Tajumulco (vulcano)
Tajumulco (in lingua spagnola Volcán Tajumulco) è un grande stratovulcano, oggi in fase di quiescenza, e il più alto monte del Guatemala e dell'America Centrale. Nel suo punto più alto raggiunge i 4220 metri. Si trova nel Dipartimento di San Marcos, nel municipio di Tajumulco, nella parte sud-occidentale del Paese, a 20 km dal confine con il Messico. 
Ha due cime separate, di cui la più alta è quella orientale, resto di un antico cratere spento. Fa parte dell'Arco vulcanico dell'America centrale.